# Cowboy Kid
Cowboy Kid é um jogo de videogame lançado pela Visco em 1991 e pela Romstar em 1992. No Japão, o jogo foi lançado com o nome Western Kids. É inspirado série da Konami´s Ganbare Goemon.

## Sumário
O jogador controla o papel de um pistoleiro jovem que viaja a terra combatendo vilões e jogar minigames. O jogo principal envolve-lo em movimento ao redor das cidades horizontalmente coletando ouro batendo no peito ao matar os bandidos, ao mesmo tempo. Há também um elemento de RPG, onde as pessoas têm que ser visitados nas cidades de informações. Quando um jogador tiver adquirido o equipamento necessário para ser feita sherrif, um bandido deve ser morto por dinheiro de bónus. Um campo de tiro está incluído onde os jogadores têm de abater alvos inimigos, evitando os alvos que representam pessoas inocentes.

## Modos de Jogabilidade
- D-Pad - Mover
- B - Ataque
- A - Ir
- Start - Pause
- Selecione - Mudança de Armas

## Items
Itens que você vai encontrar:
- Moeda - Dá-lhe uma quantidade muito pequena de dinheiro.
- Bolsa de Dinheiro - Dá-lhe US $ 20.
- Badge Sheriff - Quando você coletar cinco, você terá um coração mais.
- Crânio - Tira um coração depois de um toque.

Itens que você tem que pagar para:
- Key - Abre portas trancadas.
- French Fries - Restaura a saúde. (Restaura a saúde um)
- Hot Dog - Restaura a saúde. (Restaura a saúde um)
- Fried Chicken - Restaura a saúde. (Restaura a saúde um)
- Queijo - Restaura a saúde. (Restaura a saúde um)
- Pão - Restaura a saúde. (Restaura a saúde dois)
- Peixes - Restaura a saúde. (Restaura a saúde dois)
- Frango - Restaura a saúde. (Restaura a saúde e quatro)
- Hamburger - Restaura a saúde. (Restaura a saúde e quatro)
- Carne - Preenche a sua saúde depois que você morrer.
- Mapa - Veja a área.
- Escada - Vamos chegar acima do solo a partir de debaixo da terra.
- Chapéu - Vida Extra.
- Bullet - Faz você muito bem invincable.

## Edifícios
- Casa - Um lugar onde vive alguém e eles vão te dar dicas. Você não tem para ir em qualquer um destes, porque eles vão apenas dizer-lhe coisas que é já no meu guia.
- Saloon - Um lugar onde você pode jogar por jogar blackjack. Você pode apostar até $ 999. Esta é uma ótima maneira de começar um monte de dinheiro rápido. É muito difícil porque se você perder uma mão você vai perder muito dinheiro dependendo de quanto você apostar.
- Hotel - Um lugar onde você pode restaurar toda a sua vida ou algum dependendo do quarto que você recebe. Os quartos mais caros vai custar mais por isso, se você estiver funcionando baixo no dinheiro que você deve ir para os quartos mais baratos.
- Arcade - Bem, isso realmente não é uma galeria, mas é isso que eu vou chamá-lo. É apenas o jogo-teste a sua força. Ele custa US $ 100 para jogar. Você receberá $ 200 se você fazê-lo parar no local perfeito, e você receberá US $ 150 se você fazê-lo parar um ponto fora. Você não vai ganhar nada se perca dentro de um raio único ponto desse ponto.
- Shooting Range - Prática de tiro. Muito divertido de jogar, mas é difícil se você fizer a aposta com o gerente. Eu não sei quanto dinheiro você vai ficar se você não ganhar.